# Indígenas de Entre Ríos
Historia de los indígenas de la provincia de Entre Ríos en Argentina.

## Prehistoria de Entre Ríos
La prehistoria de Entre Ríos se distribuye en dos períodos: Precerámico (12 000 a 2500 años atrás) y Ceramolítico (2500 a 700 años antes del presente). Los hallazgos arqueológicos del Precerámico solo se han encontrado en el río Uruguay medio. Los hallazgos sugieren que los primeros pobladores de la Mesopotamia llegaron hace unos 12 000 años, probablemente desde el Brasil, cuando ya se había iniciado la transición del Pleistoceno al Holoceno. Estos pobladores de la tradición Umbú persistieron en el área hasta hace 8500 años atrás, cuando desaparecen sus rastros tal vez por cambios climáticos. Entre Ríos volvió a poblarse unos 6000 años atrás cuando retornó la tradición Umbú y apareció la Ivaí.
Se han localizado sitios arqueológicos prehistóricos sobre la costa del río Paraná pertenecientes a la tradición cultural Ribereña Paranaense, en la que se distingue la entidad cultural, subtradición o cultura Goya-Malabrigo (o cultura de los Ribereños Plásticos), datada entre el 2000 y 300 años atrás, por lo que al menos en sus elementos tardíos corresponde a los pueblos chaná-timbúes que a la llegada de los primeros exploradores españoles en el siglo XVI se hallaban en la región. Presenta una gran vinculación con el ambiente de islas y costas bajas e inundables y algunos investigadores sugieren una filiación arahuaca. Se halló cerámica manufacturada por acordelado y modelado con antiplásticos de tiesto molido, arena mediana o gruesa, hematita, cuarzo, mica y vegetales carbonizados. Entre los elementos decorativos de esta cerámica se observan figuras zoomorfas, como cabezas de aves. Los artefactos líticos hallados son escasos. Los sitios arqueológicos atribuidos a Goya-Malabrigo se encuentran desde el río Paraguay al Río de la Plata y en el río Uruguay inferior desde el salto Grande. En el delta entrerriano los principales sitios son: Cerro Tapera de Vázquez, Laguna de los Gansos, Los Tres Cerros, Cerro Grande de la isla de los Marinos y Cerro Grande del Paraná Pavón.
Los sitios característicos de la entidad cultural Ibicueña en el delta del Paraná generalmente son cerritos, albardones o elevaciones naturales a las que se le aumentó la altura. Se han hallado instrumentos de hueso y algunas piezas de cobre puede. Esta cultura podría estar relacionada con los bohanes.
En la zona ribereña del río Uruguay los sitios arqueológicos corresponden a la tradición Paleoindígena, integrada por varias fases que comienzan unos 10 000 a. C. Se ha hallado abundante material lítico, tal como: puntas de proyectil, raspadores y cuchillos bifaciales de sílex, cuarcita, calcedonia y basalto. Otras tradiciones culturales sucesivas en el área son la Umbú (del 6000 al 300 a. C.), Ivaí (del 5000 a. C.) y la Tupí Guaraní, unos 1500 antes del presente (correspondiente a los grupos guaraníes).
Otra clasificación:
- Período precerámico, 12 000 a 2500 ap. 
  - Macrotradición de las Sabanas y Praderas Orientales, tradición Umbú, cultura Uruguay I, 11 000 a 9000 ap. (río Uruguay al norte de salto Grande).
  - Macrotradición de las Sabanas y Praderas Orientales, tradición Umbú, cultura Uruguay II, 6000 a 2000 ap. (río Uruguay al norte de Gualeguaychú y noreste de Entre Ríos). Posible vinculación con los charrúas.
  - Macrotradición de las Selvas Ribereñas y Sabanas Templadas, tradición Ivaí, cultura La Paloma, 6000 a 3000 ap. (río Uruguay al norte de salto Grande)
- Período ceramolítico, 2500 a 700 ap.
  - Macrotradición de las Selvas Ribereñas y Sabanas Templadas, tradición Platense, cultura Salto Grande, 1500 a 700 ap. (río Uruguay al norte de Gualeguaychú y río Paraná al norte de Diamante). Posible vinculación con los bohanes y yaros.
  - Macrotradición de las Selvas Ribereñas y Sabanas Templadas, tradición Platense, cultura Ibicueña, 1800 a 500 ap. (delta inferior de Paraná y río Uruguay inferior). Posible vinculación con los bohanes y yaros.
  - Macrotradición de la Llanura Paranaense, tradición Ribereña Paranaense, cultura Goya-Malabrigo, 1400 a 400 ap. (río Paraná y río Uruguay al sur de Gualeguaychú) y cultura Deltaica en el delta de Paraná. Corresponde a los chaná-timbúes.
  - Macrotradición de las Selvas Orientales, tradición Tupí-Guaraní, 1800 a 400 ap. (río Uruguay). Corresponde a los guaraníes.

## Pueblos originarios del territorio entrerriano
Antes de la llegada de los españoles el territorio entrerriano estaba poblado por distintas etnias y tribus. Estos pueblos eran principalmente nómades, a excepción de los guaraníes. Se dedicaban a la caza, pesca y recolección. Solo los guaraníes practicaban una rudimentaria agricultura.

### Chaná-timbúes
Chaná-timbúes son un conjunto de pueblos que a la llegada de los primeros exploradores españoles en el siglo XVI que se encontraban en las zonas bajas sobre el río Paraná desde el río Paraguay al Río de la Plata, pudiendo corresponder a etnias distintas o a parcialidades. Los timbúes estaban en las islas de los departamentos Victoria y Diamante, en donde probablemente también había corondas. Los chanás estaban en las islas de las Lechiguanas y los beguáes o mbeguáes en las islas del Ibicuy y el curso inferior del río Uruguay. Aparecen también los nombres chaná-mbeguá y chaná-timbú.
Los caletones son mencionados por Juan de Garay sobre el arroyo Feliciano, pero son de muy dudosa existencia. Garay dice en una escritura de fecha 21 de mayo de 1576: (...) otro sí, os doy y hago merced de un pedazo de tierra que es de la otra banda del Paraná por donde yo subí los caballos cuando fui en busca de los caletones, la cual dicha tierra ha de tener de frente desde la boca de una quebrada que está allí y a la tierra adentro como las demás. Esto ha hecho suponer la existencia de un grupo indígenas denominado así.

### Charrúas y afines
Charrúas: se los encontraba sobre ambas orillas del río Uruguay y en el centro y nordeste de la provincia. Los guenoas, bohanes y charrúas propiamente dichos estaban en el actual territorio uruguayo pero hacían frecuentes irrupciones en el territorio entrerriano, otras fuentes citan también a los martidanes en Entre Ríos. Básicamente los charrúas no eran pacíficos, tenían una organización social muy fuerte, organizadas en jefaturas (esto es: gobernadas por un 'cacique', jefe que aunque solía pertenecer a un linaje debía ser electo y consensuado permanentemente por el conjunto), donde los vínculos interpersonales eran muy importantes y conservaban la filiación poligámica.
Los yaros son considerados por algunos como parte del grupo charrúa y por otros como de origen káingang, terminaron fusionándose con los demás charrúas, se encontraban en los departamentos Federación, Colón y Concordia, especialmente en la zona de la represa de Salto Grande. Eran de baja estatura con piernas y brazos gruesos, lo que los diferenciaba de los charrúas de tipo patagónico (altos). 
Los bohanes o bojanes para algunos estudiosos pertenecerían al núcleo racial de los yaros, pero para otros habrían sido una parcialidad de los charrúas. Los bohanes se fusionaron con los charrúas, quienes los vencieron y dominaron en su avance hacia el norte después de la fundación de Montevideo, luego todos ellos fueron exterminados, siendo hoy controvertida su filiación, que para algunos era de origen káingang del tipo racial láguido y de la familia lingüística ge. Algunos grupos bohanes pasaron a Entre Ríos, de donde se supone que eran originarios. Antes de la llegada de los charrúas utilizaron como armas: la honda, la lanza, el dardo y el rompecabezas. Después de su fusión con los charrúas utilizaron el arco, la flecha y las boleadoras.
Los minuanes al momento de la llegada de los conquistadores españoles al Río de la Plata se encontraban en el interior de Entre Ríos y al norte del río Negro en Uruguay hasta el río Ibicuy en el estado de Río Grande del Sur en el Brasil. El fundador de Santa Fe y Buenos Aires, Juan de Garay, fue muerto en un combate con los minuanes en 1583 en un punto no precisado del río Paraná, aunque también se piensa que fueron querandíes. Desde 1730 se aliaron con los charrúas, con los que terminaron fusionándose.

### Guaraníes
Guaraníes: había y hasta hoy están presentes en Entre Ríos, los guaraníes llamados "de las islas" o chandul se hallaron/an en territorio bonaerense en el Delta del Paraná al sur del Paraná Guazú, y en el monte de espinal por la vera del río homónimo desde el territorio hoy conocido como  Paraná, hasta el territorio mocoretá se encontraban comunidades Mokovi. Desplazados e invisibilizados mediante esclavitud y servidumbre poco después de la segunda fundación de Buenos Aires por Juan de Garay en 1580, luego de que fueran vencidos en el combate de La Matanza, muchos de ellos repartidos en encomienda en el repartimiento del 28 de marzo de 1582, entre ellos son mencionados 12 caciques (tubichás), que llama guaranís en las islas. Los carcarañá se hallaban en las islas frente a departamentos Diamante hacia la desembocadura del río Carcarañá, es decir hacia la zona de Santa Fe, intercambian y se asistían junto a los anteriores nombrados, así como con los Chana presentes en departamentos de Victoria y diamante donde también tenían presencias en las Islas y de allí hacia el centro de la provincia, . Eran canoeros, cultivaban maíz, tabaco, mandioca, batata, maní, poroto y zapallo por el sistema de roza, es por ello que también fueron llamados guaraníes de las roxas. Pulían piedras y confeccionaban cerámicas. Vivían en grandes ranchos comunes de varias familias, generalmente a orillas de un río, hechos de troncos y recubiertos con rama.También quienes vivían en el monte de espinal se asentaban en zona de arroyos y humedales con fácil acceso al río, mediante los cuales tenían una ruta me escape segura por agua. Es así por ejemplo que hasta el día de hoy se encuentran comunidades en el arroyo Tuyu cuá, nombre que se le dio al habitar en cuevas de barro allí.
Los mocoretá (Mokovi) se hallaban desde el departamento de Paraná hacia el norte concentrados principalmente en el departamento La Paz al norte del arroyo Feliciano y en extremo suroeste de la provincia de Corrientes en donde limitaban con los mepenes, muy emparentados con ellos. Sebastián Caboto, quien los conoció en el 24 de enero de 1527, los llamó mocoretás en su mapamundi de 1544. Formaban parte del grupo de los guaraníes y se los cree emparentados con los guaycurúes ya que sus restos arqueológicos evidencias influencias amazónicas. El cronista de la expedición del adelantado Pedro de Mendoza, Ulrico Schmidel, describió a los mocoretáes en su obra Viaje al Río de la Plata, llamándolos machkuerendes:

De allí seguimos adelante sin encontrar más indios por 18 días; después dimos con un agua que corre tierra adentro, y allí encontramos mucha gente llamada Machkuerendes. Estos no tienen más comida que pescado y algo de carne; son fuertes como de unos 18.000 hombres de pelea, tienen muchas canaen o esquifes; nos recibieron bien a su modo haciéndonos parte de su miseria. Ellos viven del otro lado del Parnaw, esto es, a la derecha; hablan otra lengua, se ponen 2 estrellitas en las narices. Altos y bien formados los hombres. Están a 64 meil de los Gulgaises.

 Hasta 1630 existió una reducción fundada por Hernandarias llamada San Lorenzo de los Mocoretáes tres leguas al norte de Cayastá en la provincia de Santa Fe. En el siglo XVII ya habían desaparecido. Eran seminómades y básicamente cazadores-recolectores y pescadores, aunque también cultivaron la tierra. Decoraban su cerámica. Tenían caciques hereditarios y vivían en casas comunales. Aún persisten en el territorio de Corrientes fuertemente descendientes y su cultura, así como comunidades en el sur de los Esteros del Iberá.

## Indígenas chaqueños en Entre Ríos
Al momento de la fundación de la ciudad de Santa Fe Juan de Garay distribuyó mercedes de tierras e indígenas desde el arroyo Antonio Tomás al norte hasta el arroyo Doll al sur entre 8 de sus colaboradores que habían aportado recursos económicos a la expedición fundadora, quedándose también con una estancia. Las estancias otorgadas por estas mercedes comenzaron a ser ocupadas en 1574.
En 1662 el gobernador del Río de la Plata Alonso Mercado y Villacorta firmó un tratado de paz con tribus cayaguatáes, tocagües y vilos, que accedieron a cruzar el río Paraná y establecerse a dos leguas al sur de La Bajada.
Por disposición del cabildo de Santa Fe con fecha a 15 de julio de 1671 los tocagües pertenecientes a la encomienda del maestre de campo Francisco Arias de Saavedra fueron trasladados a La Bajada.
Entre 1726 y 1727 los payaguáes atacaron la región entre el arroyo Feliciano y La Bajada y la zona de adyacente a Santa Fe. En razón de esos ataques fue construido un fuerte en La Bajada en 1727. En 1730 debido a un nuevo ataque indígena, fueron construidos dos fuertes, uno en punta Gorda y otro al norte de La Bajada.
En 1778 se produjo la última invasión indígena a Entre Ríos, la que fue rechazada en marzo por el teniente gobernador de Santa Fe, Melchor de Echagüe y Andía.

## Conquista y reducción de los indígenas entrerrianos
En 1603 el cacique guaraní Tamandayú del delta del Paraná fue donado por Hernandarias con su tribu como encomienda al capitán Víctor Casco de Mendoza, a quien el rey le otorgó ese año mercedes de tierras en las islas del delta de Entre Ríos.
El 25 de julio de 1615 Hernandarias fundó la reducción de Santiago de Baradero (provincia de Buenos Aires) con chanáes del delta entrerriano reunidos para establecer una encomienda real a cargo de padres franciscanos. En 1628 volvió a Entre Ríos para reemplazar el ganado perdido por los ataques charrúas en un levantamiento producido en 1621. 
En 1624 el gobernador Francisco de Céspedes redujo a grupos chanáes entrerrianos y los trasladó a la confluencia del río Negro con el Uruguay, creando la reducción franciscana de San Juan de Céspedes, que desapareció hacia 1631. 
En 1632 Hernandarias firmó un acuerdo de paz con el cacique charrúa Yasú que vivía en las cercanías de La Bajada del Paraná, reduciendo a los integrantes de su tribu, quienes permanecieron por un siglo en torno a La Bajada. 
En 1662 el domínico Antonio Suárez (o Juárez) estableció la reducción de Yaguarí Miní (posiblemente trasladando la de la isla del Vizcaíno) en la zona de Puerto Landa sobre el arroyo Malo, departamento Gualeguaychú (disputado por historiadores uruguayos que la sitúan en una isla de ese nombre cerca de la del Vizcaíno), con 200 indígenas de la zona y otros provenientes de la reducción de Santiago de Baradero que habían huido de la viruela en 1651. En 1689 el corregidor del pueblo indígena de Santo Domingo Soriano, Juan de Brito y Alderete, llevó de Entre Ríos 300 chanás y charrúas a esa reducción y a la de Yaguarí Guazú ubicada sobre el río Gualeguaychú hasta 1715. El capitán Pedro Millán entre 1683 a 1685 trasladó la reducción de Yaguarí Miní a la isla del Vizcaíno.
Hacia 1664 existía un reducción charrúa en la zona de Sauce de Luna perteneciente a los mercedarios de la ciudad de Santa Fe. Estaba a cargo de un sacerdote llamado Francisco, nombre del que deriva el topónimo del arroyo Pay Ticú (padre Francisquito en guaraní) ubicado en sus cercanías.
El maestre de campo Francisco García Piedrabuena al frente de 1500 indígenas de las misiones guaraníes provenientes de la reducción de Yapeyú partió del río Guaviraví el 5 de noviembre de 1715 e ingresó a la actual Entre Ríos por las proximidades de las nacientes del río Gualeguay. Pasó por el área del salto Chico en una expedición punitiva terrestre contra los indígenas dominantes de la región: charrúas, bohanes y yaros, llegando hasta el arroyo Ñancay. El 31 de diciembre decidió retornar a Yapeyú a donde llegó el 23 de enero de 1716. Esta expedición fue documentada por el propio García Piedrabuena y por el capellán Policarpo Dufó. Mencionan que encontraron sobre el arroyo Calá 25 toldos de yaros y bohanes. Ese año y en 1718 se realizaron expediciones contra los minuanes en Entre Ríos.
En 1749 el gobernador de Buenos Aires, José de Andonaegui, ordenó al teniente de gobernador de la ciudad de Santa Fe, Francisco Antonio de Vera Mujica realizar una expedición contra los charrúas de la Banda Oriental y el territorio de Entre Ríos. El 23 de noviembre de 1749 Vera Mujica aprehendió 84 charrúas y el 8 de diciembre capturó otros 182. En una segunda campaña, el 29 de enero de 1750 logró la rendición de 339 charrúas, entre ellos los caciques Maigualen, Gleubilbe y Dóienalnaegc, quienes fueron trasladados a las cercanías del río Salado en Santa Fe, dando origen al pueblo de Nuestra Señora de la Concepción de Cayastá, fundado el 17 de septiembre de 1750 en el lugar donde estuvo situada la primitiva ciudad de Santa Fe. En esta campaña los minuanes hicieron frente al comandante Frutos en el lugar que comenzó a llamarse cerro de la Matanza, que luego sería la ciudad de Victoria, lugar de uno de los últimos combates. 
Otra expedición de Vera Mujica en enero de 1752 sobre la costa del río Uruguay, tomó prisioneros a 53 charrúas que fueron repartidos entre los expedicionarios para su servidumbre. Las expediciones de Vera Mujica dejaron libre de indígenas el territorio que comenzó a ser ocupado por terratenientes. 
El 26 de abril de 1769 el cabildo de Santa Fe designó a Francisco Aldao como administrador de los pueblos de indios de Paraná y Uruguay, remplazándolo el 8 de agosto de 1769 por Antonio Martínez como administrador de los pueblos y naciones del Paraná y Uruguay.

## Indígenas misioneros
Hernandarias, como gobernador de Asunción y luego de Buenos Aires, condujo varias expediciones al suelo entrerriano, la primera en 1607. Cuando acampó en la zona de Sauce de Luna encontró indígenas misioneros que hablaban el castellano. 
Desde 1650 los indígenas de las misiones de la Compañía de Jesús en el río Uruguay medio, cuya misión principal era la Reducción de Yapeyú, operaron una fábrica de cal en el lugar denominado Vuelta de San José, luego conocido como Calera de Barquín.
Según el jesuita Guillermo Furlong Cardiff en su obra Cartografía Jesuítica del Río de la Plata, al estudiar mapas de la Compañía: mapa VIII de 1722 marcado 6, H; mapa XV de 1732 marcado 6, H; mapa XV de 1749 marcado 9, D; se encuentra en ellos en la margen occidental del río Uruguay la palabra "Ytú" (salto en idioma guaraní, mientras que salto de aguas es "ytuí") y sobre la margen oriental la palabra "Salto" en unos y "Arrecife" en otros, que eran la referencia al accidente geográfico. Lo cual interpreta que existía un paradero llamado Ytú por lo menos desde la fecha del primero de los mapas en 1722 en el emplazamiento actual de la ciudad de Concordia. El teniente cura de la estancia de Jesús del Yeruá, padre Carlos Molina, informó en 1806 que en una expedición de Yapeyú en 1718 los jesuitas se establecieron en la región. Erigieron un oratorio puesto bajo la advocación de san Antonio de Padua custodiado por una pequeña guarnición de indígenas misioneros reducidos y plantaron los primeros naranjos.
En 1769 Francisco Bruno de Zavala como gobernador interino de los diez pueblos de las Misiones del Uruguay debió intervenir en un litigio entre los pueblos de La Cruz y Yapeyú, informando en esa ocasión a Bucarelli el 26 de noviembre de 1769 que el administrador civil y el nuevo párroco dominico de Yapeyú (Gregorio de Soto y fray Marcos Ortiz) le habían solicitado la propiedad de las tierras entre el río Miriñay y el arroyo Yuquerí Grande:

... que veean si haviendo me pedido merced del territorio que tenian Poblado desde el Miriñay hasta el Yuqueri por la costa septentrional del Uruguay no se lo havia concedido diciendoles que pediría la confirmacion de V. Exca, ó que la pidiessen ellos y que fuesen poblando para facilitar el transito desde el Salto Chico.

A partir de esa respuesta el pueblo de Yapeyú comenzó a establecer estancias en ese territorio. Zavala confirmó que había autorizado esa expansión en una carta al virrey Nicolás del Campo el 15 de junio de 1789:

... en el año de 69, para ajustar la diferencia que por un terreno tenían los pueblos de Yapeyú y La Cruz, considerando el servicio y gastos que habla hecho el primero en la expedición del Exmo. señor Don Francisco de Bucarelli y Ursúa, cuando practicó la expulsión de los Jesuítas, y que de tiempo anterior tenia sus embarcaciones en el Salto Chico del Uruguay, para que facilitaran los transportes, les concedí el terreno que hay desde el rio Miriñay hasta el arroyo Yuquerí que esta media legua más abajo del Salto Chico.

Como una gran creciente del río Uruguay destruyó el establecimiento del Salto Chico, así como también la comunidad de Yapeyú, el cabildo indígena de Yapeyú decidió el 20 de noviembre de 1769 que el pequeño poblado fuera reconstruido en la margen occidental y envió al regidor y cacique Ignacio Boyá para cumplimentar su decisión. Lo acompañaron el maestro carpintero Agustín Navarro y un contingente de operarios. El gobernador Bucarelli tomó a su cargo la fundación de San Antonio de Salto Chico en predios de la actual Concordia. 

(...) se hará de firme una población con capilla, casa y almacenes, para habitaciones de los naturales y pasajeros, para asegurar las haciendas que van y viene (...) para cuya determinación se ha despachado, bien instruido, a un regidor Don Ignacio Boyá y a Don Agustín Navarro, con gente correspondiente y herramientas (...)

Para comercializar el excedente de la producción misionera, cuyo principal artículo era la yerba mate, en 1769 se decidió adoptar la ruta del río Uruguay (o ruta oriental de la yerba mate) como la más cómoda y directa a Buenos Aires desde las Misiones. Los cargamentos eran reunidos en Yapeyú y desde allí seguían por carreta hasta el salto Chico, quedando establecida desde entonces por el actual territorio argentino la Ruta al Salto. El embarcadero fue utilizado como punto de embarque y desembarque debido a que los saltos Grande y Chico en el río Uruguay impedían la navegación hacia Yapeyú. Salto Chico fue el primer núcleo urbano de la región entrerriana del Uruguay, pero poco después una epidemia de viruela diezmó a la población de Yapeyú y la ruta oriental de la yerba mate fue abandonada, en beneficio de la occidental por el río Paraná.
Luego de inspeccionar lo que había quedado de la ruta al Salto tras la epidemia de viruela, en 1776 el teniente gobernador de Yapeyú, Juan de San Martín, fundó 4 estancias al sur del río Miriñay, entre ellas Concepción de Mandisoví (en las cercanías de la actual ciudad de Federación) y Jesús del Yeruá (luego Colonia Yeruá), restaurándose la ruta oriental de la yerba mate y el puerto de San Antonio del Salto Chico para embarcar las mercaderías que llegaban por tierra desde Yapeyú. Entre 1778 y 1782 la zona quedó efectivamente poblada e integrada en la gobernación de las Misiones Guaraníes, cuyo límite sur se consolidó en el arroyo Yeruá. 
El geógrafo Francisco de Aguirre escribió en su Diario de viaje que el El Puerto de San Antonio es en el día un pueblito regular, tiene administrador desde 1781 ... los indios viven de sus propias posesiones. Señala además que para 1780 ya tenía una capilla y en 1784 una escuela. En 1783 fue designado un administrador español, a cargo de las actividades mercantiles y el ordenamiento del pueblo.
De acuerdo a un inventario de 1784 la comunidad de Yapeyú poseía tres barcos que hacían la travesía regular entre San Antonio del Salto Chico y el Riachuelo de Buenos Aires: las goletas Nuestra Señora de Dolores y San Juan Bautista y el bergantín Nuestra Señora de los Santos Reyes con 12 tripulates. Estos barcos tenían patrones españoles y tripulantes guaraníes. Para la ruta terrestre poseía 40 carretas y 2 carretones. Además de yerba mate, el tráfico incluía tabaco, lienzos, algodón, cueros vacunos, caballares y de nutrias, los cuales llegaban en tropas de carreta hasta el Salto Chico.
El comisionado real Andrés de Oyarvide, quien menciona la población del Salto, dice en su Memoria Geográfica de 1789 que encontró: 

(...) sobre una punta de lomada arenisca y de piedra sobre la orilla occidental del Uruguay, donde habitan unas doce familias del pueblo de Yapeyú, últimos restos de la primitiva población.

Para solucionar la disputa entre correntinos y misioneros en la zona de Curuzú Cuatiá, el virrey Avilés dispuso el 18 de enero de 1800 una línea limítrofe para las Misiones que partiendo de los esteros del Iberá, pasaba por la planicie del Paiubre y continuaba por la divisoria de aguas entre el río Corriente y el río Uruguay, luego tocaba las puntas del arroyo Tunas y del río Gualeguay hasta alcanzar el río Uruguay en el Salto Chico.
Luego de producida la Revolución de Mayo de 1810 en Buenos Aires la Primera Junta elevó a los indígenas a la misma categoría que los españoles y criollos, finalizando el régimen de las reducciones.
De paso en su expedición al Paraguay, desde Curuzú Cuatiá el general Manuel Belgrano dictó un decreto el 16 de noviembre de 1810 organizando el pueblo de Mandisoví con un amplio ejido: 

Que la jurisdicción del Pueblo de Mandisoví empiece desde el Uruguay hasta la punta del Arroyo Timboy; desde aquella hasta la entrada del Arroyo de la Tunas en el Mocoretá; de ésta se continuará la línea hasta las puntas del Arroyo Basualdo; se seguirá éste hasta el Guayquiraró, y luego la costa del monte Grande hasta el Arroyo de Diego López que enfrenta con el Curupí; de éste se continuará a la barra del Arroyo Lucas que entra en el Gualeguay, de aquel a la Cuchilla que divide las aguas vertientes a los Yuquerís; de dicha cuchilla hasta las puntas del Gualeguaycito el cual se continuará hasta el Uruguay.

Adjudicó a los 650 pobladores la propiedad de los terrenos que ocupaban. La comarca contaba con 26 000 cabezas de ganado. San Antonio del Salto Chico siguió dependiendo del cabildo de Yapeyú.
Al regresar de la campaña al Paraguay Belgrano pasó la noche del 6 de abril de 1811 en Mandisoví, nombrando como primer alcalde del pueblo y comandante de milicias a Pablo Areguatí.
En 1813 durante el gobierno del teniente gobernador Bernardo Pérez Planes, quien gobernó en Misiones entre 1812 y 1814, se produjo la rebelión de los partidarios del general José Artigas encabezados por Domingo Manduré y por el cura párroco de Mandisoví, fray José Leonardo Acevedo. El 23 de julio de 1820 Francisco Ramírez derrotó a las fuerzas del general José Gervasio Artigas al mando de Matías Abacú en el combate de Mandisoví.
El despoblamiento drástico ocurrido en toda la alta cuenca del Uruguay produjo también la desaparición de los pueblos y postas que servían de apoyo al camino tradicional. Quedaron destruidos y abandonados Santo Tomé, La Cruz, Yapeyú y las estancias de la "ruta al Salto", con excepción de Mandisoví. Junto a esto, en junio de 1820, por su parte, San Antonio del Salto Chico sufrió un éxodo total de sus moradores guaraníes artiguistas ante la derrota de su líder ante Francisco Ramírez, y se refugiaron en la vecina orilla de la Banda Oriental atraídos por el exjefe artiguista de Mandisoví, Domingo Manduré. Este se había pasado al bando portugués y recibido de Carlos Federico Lecor el grado de teniente coronel y comandante de un pueblo de emigrados guaraníes. Durante la República de Entre Ríos, fundada por Ramírez en 1820, los territorios misioneros al sur del río Mocoretá se integraron definitivamente en Entre Ríos, como parte del departamento del Uruguay, siendo remitidas algunas familias para repoblar "El Salto". 
El 6 de mayo de 1830 los habitantes guaraníes de Bella Unión en el Uruguay solicitaron al gobierno entrerriano afincarse en Mandisoví. Tras ser autorizados, el traslado fue supervisado por el comandante departamental Taborda a la villa de Mandisoví, pero el 26 de julio de 1832 las 99 personas fueron trasladadas a punta Gorda, siendo comandante Mariano Barrios. Allí fue fundado el pueblo Diamante por ley del 27 de febrero de 1836.
A causa de la despoblación debida a las guerras, Justo José de Urquiza decidió el traslado del pueblo de Mandisoví. El 20 de marzo de 1847 el comandante Manuel Antonio Urdinarrain, delineó el nuevo Pueblo de la Federación.

## Supervivencias culturales
En Entre Ríos existen grupos de descendientes de charrúas mestizados que se encuentran en proceso de recuperación cultural. Se creó la Coordinadora de Comunidades Charrúas de Entre Ríos (Codecha) con el apoyo de seis comunidades urbanas charrúas ubicadas en Villaguay (Comunidad charrúa del Pueblo Jaguar), Paraná (Onkaiujmar), Maciá (Comunidad Gue Guidai Bera), Concordia (Salto Chico), Federal (Comunidad Charrúa) y Sauce de Luna (Comunidad Sauce).
Un pequeño grupo no organizado de descendientes charrúas se halla en la provincia del Chaco, en donde sus ancestros se refugiaron luego de la Rebelión Jordanista.
La Encuesta Complementaria de Pueblos Indígenas (ECPI) 2004-2005, complementaria del Censo Nacional de Población, Hogares y Viviendas 2001, dio como resultado que se reconocen o descienden en primera generación del pueblo charrúa 676 personas en la provincia de Entre Ríos. De los cuales ninguno reside en comunidades indígenas. En toda Argentina se autorreconocieron 4511 charrúas, ninguno viviendo en comunidades.
El censo de 2010 dio como resultado que en Entre Ríos 13 153 personas se consideraron descendientes de indígenas.